# Plethysmochaeta trinervis
Plethysmochaeta trinervis är en tvåvingeart som beskrevs av Schmitz 1915. Plethysmochaeta trinervis ingår i släktet Plethysmochaeta och familjen puckelflugor. Inga underarter finns listade i Catalogue of Life.